# Опстерланд
Опстерланд (нидерл.  Opsterland, з.-фриз.  Opsterlân) — община в провинции Фрисландия (Нидерланды).

## История
Ручной топор, обнаруженный в 1939 году Хайном ван дер Влитом из Липпенхейзена, доказывает, что более чем за 150 000 лет до н. э. неандертальцы бродили по Опстерланду. Примерно 15 000 лет до н. э. охотники-собиратели гамбургской культуры расположились лагерем в Уретерпе и Баккевене. С этого времени культуры сменяли друг друга, из которых всевозможные каменные орудия труда, единичный бронзовый предмет и черепки керамики можно увидеть в Музее Фрайса в Леувардене. В дополнение к ручному топору, в музее Опстерланда есть артефакты в постоянной экспозиции по геологии и археологии.

## География
Территория общины занимает 227,64 км², из которых 224,40 км² — суша и 3,24 км² — водная поверхность. На 1 августа 2020 года в общине проживало 29 743 человека.
Община Опстерланд состоит из шестнадцати деревень. Центр — деревня Бетстерзваг. У деревень есть два названия: голландское и фризское. Фризский язык является основным языком в малых и средних деревнях, хотя голландский язык стал чаще использоваться в последние десятилетия.